# Zeros maximus
Zeros maximus är en tvåvingeart som beskrevs av Canzoneri och Rampini 1994. Zeros maximus ingår i släktet Zeros och familjen vattenflugor.
Artens utbredningsområde är Sierra Leone. Inga underarter finns listade i Catalogue of Life.